# Gårdskär
Gårdskär é uma pequena localidade da Suécia, situada na província histórica da Uplândia.  Tem cerca de 352 habitantes, e pertence à Comuna de Älvkarleby, no Condado de Upsália. 